# Jamie Hoffmann
Jamie Hoffmann (New Ulm, 20 agosto 1984) è un ex giocatore di baseball statunitense.

## Minor League
Hoffmann firmò come free agent amatoriale nel 2003 con i Los Angeles Dodgers. Nel 2004 giocò nella Gulf Coast League rookie con i GCL Dodgers finendo con 0,310 di media battuta e 36 punti battuti a casa (RBI) in 60 partite. Nel 2005 passò nella South Atlantic League singolo A con i Columbus Catfish finendo con 0,308 di media battuta e 24 RBI in 79 partite. Poi giocò nella Florida State League singolo A avanzato con i Vero Beach Dodgers finendo con 0,241 di media battuta e 10 RBI in 46 partite.
Nel 2006 con i Vero Beach Dodgers finì con 0,252 di media battuta e 29 RBI in 121 partite. Poi passò nella Pacific Coast League triplo A con i Las Vegas 51s finendo con 0,300 di media battuta in 4 partite. Nel 2007 giocò nella California League singolo A avanzato con gli Inland Empire 66ers of San Bernardino finendo con 0,309 di media battuta e 81 RBI in 116 partite.
Nel 2008 passò nella Southern League doppio A con i Jacksonville Suns finendo con 0,278 di media battuta e 71 RBI in 133 partite, ottenendo un premio individuale. Nel 2009 giocò nella Southern League con i Chattanooga Lookouts finendo con 0,307 di media battuta e 16 RBI in 29 partite. Poi passò nella Pacific Coast League con gli Albuquerque Isotopes finendo con .284 di media battuta e 48 RBI in 68 partite.
Nel 2010 con gli Isotopes finì con 0,310 di media battuta e 74 RBI in 139 partite. Nel 2011 chiuse con 0,297 di media battuta e 94 RBI in 133 partite, ottenendo 2 premi.
Nel 2012 passò nella International League triplo A con i Norfolk Tides finendo con 0,254 di media battuta e 44 RBI in 110 partite.

## Major League

### Los Angeles Dodgers (2009 e 2011)
Debuttò nella MLB il 22 maggio 2009 contro i Los Angeles Angels of Anaheim. Chiuse la stagione con 0,182 di media battuta e 7 RBI in 14 partite. Nel 2011 chiuse con 0,000 in sole 2 partite.

### New York Mets (2013)
Il 18 novembre 2012 firmò come free agent un contratto da minor con i Mets.

## Vittorie e premi
- MiLB Organization All-Star con i Los Angeles Dodgers (2011)
- Mid-Season All-Star della Southern League con i Jacksonville Suns (2008)
- Giocatore della settimana della Pacific Coast League con gli Albuquerque Isotopes (15 agosto 2011).

## Numeri di maglia indossati
- n° 30 con i Los Angeles Dodgers (2009)
- n° 35 con i Dodgers (2011).